# Domenico Merlini

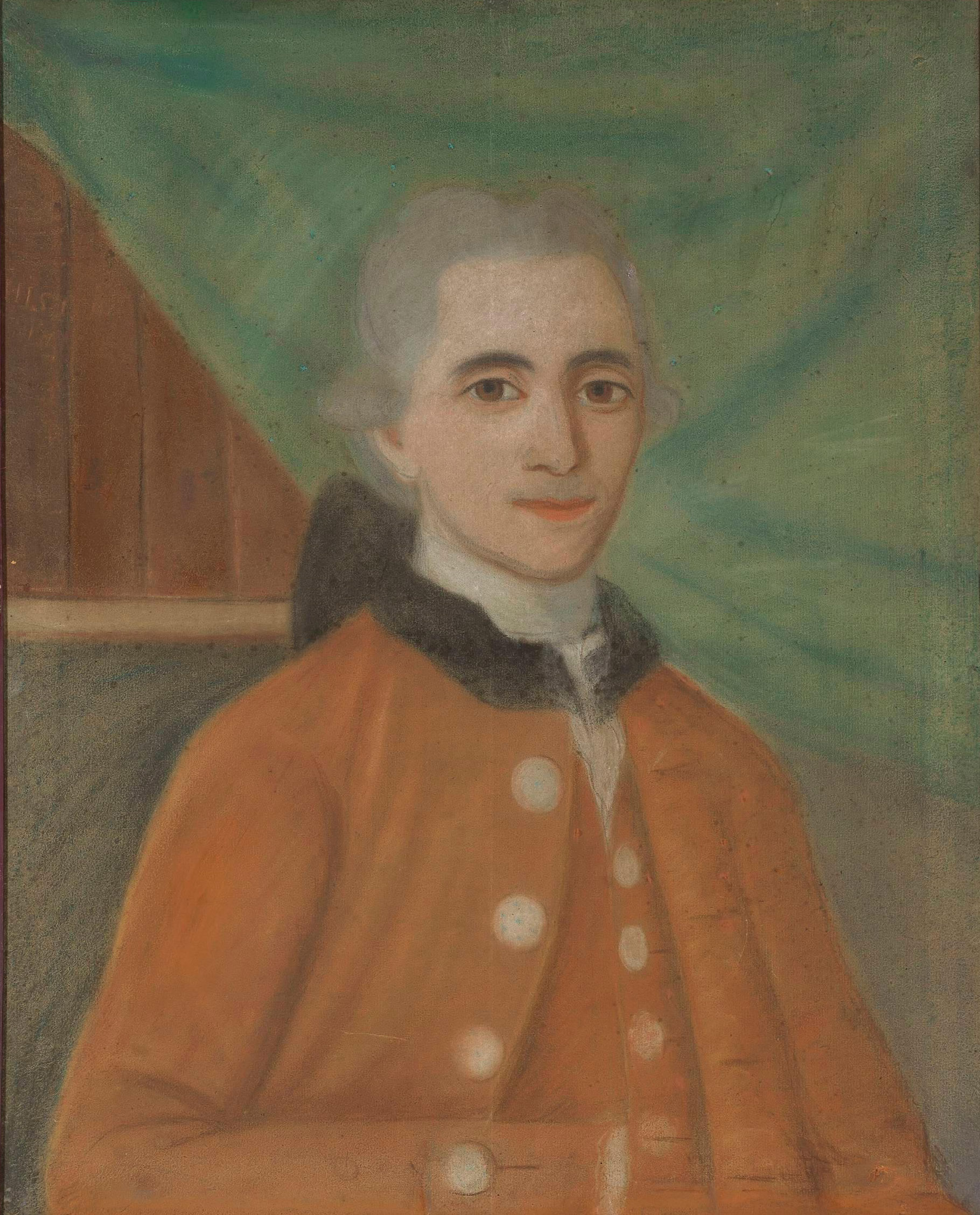
Domenico Merlini

Domenico Merlini (polnisch Dominik Merlini; * 22. Februar 1730 in Castello Valsolda am Luganersee; † 20. Februar 1797 in Warschau) war ein italienisch-polnischer Architekt des Klassizismus. 

## Leben
Von 1750 bis zu seinem Tod lebte er in Polen, wo er 1768 in den Adelsstand aufgenommen und 1773 zum Hofarchitekten ernannt wurde. Bedeutung erlangte er mit dem Anlegen des Łazienki-Parks in Warschau. Er baute in Warschau und anderen polnischen Städten zahlreiche öffentliche und private Gebäude, wobei er oft mit Johann Christian Kamsetzer zusammenarbeitete. Seine Werke haben einen eigenen Charakter, der das Stadtbild Warschaus in der Epoche Stanisław August Poniatowskis prägte. Seine Architektur ist teilweise von Andrea Palladio beeinflusst und ist vom Übergang des Spätbarock zum Klassizismus geprägt. Deshalb behielt er in seinen Werken auch einige barocke Elemente bei, wie ausdrucksstarke Formen und Farben sowie die reichliche Verwendung von Gold.

## Werke
- Umbau des Ujazdowski-Schlosses von 1766 bis 1771
- Umbau der Innenräume und der Bibliothek des Warschauer Königsschlosses von 1776 bis 1786
- Neuanlage des Łazienki-Parks mit Umbau bzw. Errichtung des Palais auf dem Wasser, des Weißen Hauses, des Myślewicki-Palastes, des Wasserturms und der Alten Orangerie mit Theater.
- Palais in Opole Lubelskie von 1788 bis 1772
- Palast in Jabłonna von 1775 bis 1779
- Umbau des Borch-Palastes
- Królikarnia-Palast von 1782 bis 1786
- Umbau des Tribunals in Lublin von 1781 bis 1887
- Wiederaufbau des Krasiński-Palais in Warschau 1783
- Griechisch-katholische Kirche in Warschau